# Loris Kessel
Loris Kessel (Lugano, Suïssa, 1 d'abril del 1950 – Montagnola, Suïssa, 15 de maig del 2010) fou un pilot de curses automobilístiques suís que va arribar a disputar curses de Fórmula 1. Va debutar a la quarta cursa de la temporada 1976 (la 27a temporada de la història) del campionat del món de la Fórmula 1, disputant el 2 de maig del 1976 el G.P. d'Espanya al circuit de Jarama.
Va participar en un total de sis curses puntuables pel campionat de la F1, disputades en dues temporades consecutives (1976-1977) aconseguint una dotzena posició com millor classificació en una cursa i no assolí cap punt pel campionat del món de pilots.

## Resultats a la Fórmula 1
| Any  | Equip      | Xassís  | Motor | 1   | 2   | 3     | 4       | 5      | 6   | 7       | 8       | 9   | 10  | 11     | 12  | 13  | 14      | 15  | 16  | 17  | Posició | Punts |
| ---- | ---------- | ------- | ----- | --- | --- | ----- | ------- | ------ | --- | ------- | ------- | --- | --- | ------ | --- | --- | ------- | --- | --- | --- | ------- | ----- |
| 1976 | RAM Racing | Brabham | Ford  | BRA | SUD | O.USA | ESP NVQ | BEL 12 | MON | SUE Ret | FRA NVQ | GBR | ALE | AUT NC | HOL | ITA | CAN     | USA | JAP |     | -       | 0     |
| 1977 | Apollon    | Apollon | Ford  | ARG | BRA | SUD   | O.USA   | ESP    | MON | BEL     | SUE     | FRA | GBR | ALE    | AUT | HOL | ITA NVQ | USA | CAN | JAP | -       | 0     |

### Resum
| Curses: | Victòries: | Pòdiums: | Poles: | Voltes ràpides: | Punts: |
| ------- | ---------- | -------- | ------ | --------------- | ------ |
| 6       | 0          | 0        | 0      | 0               | 0      |